# Ruch Kontroli Wyborów
Trwa dyskusja nad usunięciem tego artykułu, kliknij i weź w niej udział.
Ruch Kontroli Wyborów, w skrócie RKW lub Stowarzyszenie RKW, a właściwie Stowarzyszenie RKW - Ruch Kontroli Wyborów - Ruch Kontroli Władzy z siedzibą w Warszawie, zostało zarejestrowane w dniu 7 grudnia 2015 roku, pod nr KRS 0000589796.

## Przyczyny powstania i historia Ruchu Kontroli Wyborów
Ruch Kontroli Wyborów powstał w roku 2014, najpierw jako spontaniczny wyraz sprzeciwu polskich patriotów wobec prawdopodobnego „cudu nad urną”, który miał miejsce podczas Wyborów Samorządowych 2014 podczas rządów koalicji PO-PSL, a mianowicie bardzo kontrowersyjnych wyników w tych wyborach Polskiego Stronnictwa Ludowego np. wynik PSL w Świętokrzyskim wynosił 46,24 % (dane PKW) oraz innych prawdopodobnych nieprawidłowości, np. niespotykanie wysoki odsetek głosów nieważnych w Wyborach roku 2014, bo aż ponad 17 % (2 525 210 głosów nieważnych na 14 453 946 głosujących – dane PKW).  
Dla porównania w Wyborach do Sejmu i Senatu RP w roku 2015, kiedy wyborów pilnował już Ruch Kontroli Wyborów, ilość głosów nieważnych spadła już do 394 667, czyli zaledwie 2,5 % głosujących. 
20 listopada 2014 roku przed Państwową Komisją Wyborczą jako wyraz protestu przeciwko nieprawidłowościom podczas Wyborów Samorządowych 16 listopada 2014, odbyła się manifestacja "Stop manipulacjom wyborczym", w której uczestniczyli m.in. Jerzy Targalski i Marcin Dybowski, przyszli założyciele RKW. Część uczestników manifestacji, na znak protestu przeciw nieprawidłowościom wyborczym, wdarła się do biur PKW, z których siłą wyprowadziła ich policja, aresztując niektórych manifestantów. Kilka dni później, w sobotę 22 listopada 2014, na znak solidarności z uczestnikami manifestacji w Warszawie, w całej Polsce odbyła się fala manifestacji pod hasłami m.in. "Stop manipulacjom wyborczym", "PKW do domu", "Rząd na bruk, bruk na rząd", "Leśne dziadki do odsiadki". Manifestacje odbyły się w wielu miastach Polski: Wrocławiu, Gdańsku, Katowicach, Białymstoku, Bydgoszczy, Kielcach, Krakowie, Rzeszowie, Opolu i Olsztynie.   
Na fali protestu społecznego przeciwko tym nieprawidłowościom, został powołany Ruch Kontroli Wyborów. 20 czerwca 2015 roku w Częstochowie odbył się zjazd założycielski Ruchu, na którym zadecydowano o powstaniu Stowarzyszenia RKW - Ruch Kontroli Wyborów - Ruch Kontroli Władzy, którego pierwszym Prezesem został wybrany Jerzy Targalski. Od początku działalności Ruchu Kontroli Wyborów, kierowali nim ś.p. Jerzy Targalski, pierwszy Prezes RKW i Marcin Dybowski, obecny Prezes Stowarzyszenia.    
Stowarzyszenie RKW zostało zarejestrowane 7 grudnia 2015 roku pod numerem KRS 0000589796, a Jerzy Targalski pełnił w nim funkcję Prezesa Krajowego Zarządu Głównego.

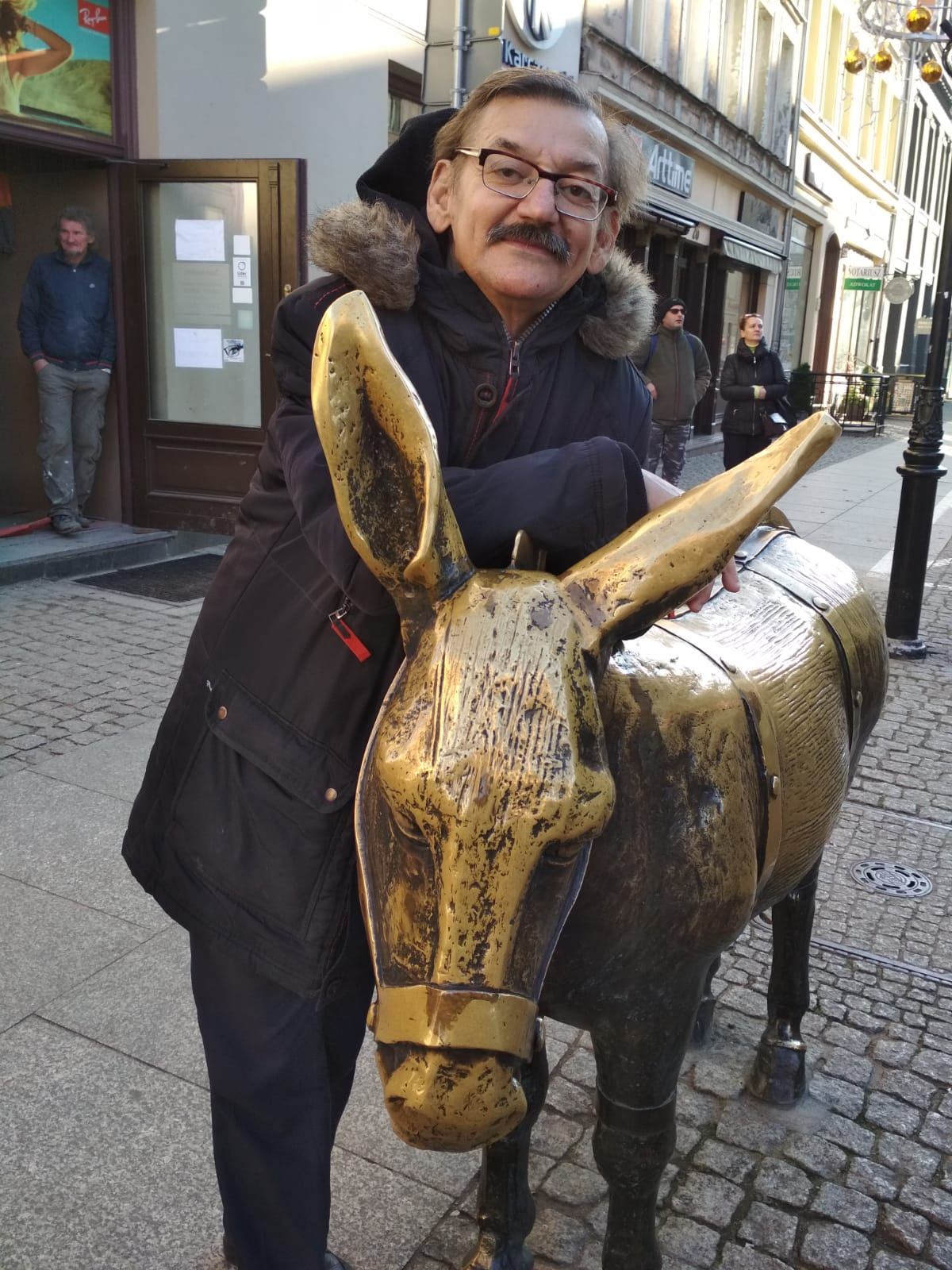
Jerzy Targalski podczas wizyty w Toruniu w 2018

Po śmierci Jerzego Targalskiego w roku 2021, funkcję Prezesa Krajowego Zarządu Głównego, objął jeden z założycieli Stowarzyszenia oraz wieloletni działacz opozycji i współpracownik Jerzego Targalskiego, Marcin Dybowski. 

## Znane osoby związane z Ruchem Kontroli Wyborów

### Jerzy Targalski
Jerzy Targalski (1952 - 2021) - współzałożyciel i pierwszy Prezes Krajowego Zarządu Głównego Stowarzyszenie RKW - Ruch Kontroli Wyborów - Ruch Kontroli Władzy. 

#### Upamiętnienie
Po śmierci Jerzego Targalskiego w roku 2021, Stowarzyszenie zmieniło nazwę na Stowarzyszenie RKW - Ruch Kontroli Wyborów - Ruch Kontroli Władzy im. Jerzego Targalskiego.  

## Działalność Ruchu Kontroli Wyborów w latach 2015 - 2025
Dzięki działaniom Ruchu Kontroli Wyborów jako całości i inicjatywom poszczególnych działaczy na przestrzeni lat 2015 – 2025 proces wyborczy stał się bardziej transparentny i wiarygodny. To RKW zawdzięczamy m.in. takie zmiany, jak wprowadzenie przejrzystych urn wyborczych (co zapobiega podejrzeniom o dosypywanie głosów do urn przed otwarciem komisji wyborczych), dieta dla męża zaufania (co zwiększa zaangażowanie przedstawicieli komitetów wyborczych w proces obywatelskiej kontroli wyborów), wprowadzenie obserwatorów społecznych (co umożliwia zaangażowanie organizacji pozarządowych w proces obywatelskiej kontroli wyborów) oraz znaczne zwiększenie różnorodności składów komisji wyborczych, co jest najlepszym gwarantem wiarygodności wyborów, gdyż jeśli w danej komisji wyborczej zasiadają przedstawiciele różnych opcji politycznych, prawicowych i lewicowych, a nie tylko przedstawiciele koalicji rządzącej, jakiekolwiek próby sfałszowania wyborów są mocno ograniczone.

## Kontrowersje
Część osób uczestniczących w zjeździe założycielskim Stowarzyszenia RKW w dniu 20 czerwca 2015 roku w Częstochowie nie zgadzało się z koncepcją powołania niezależnego Stowarzyszenia, a optowało za powołaniem niesformalizowanego ruchu obywatelskiego współpracującego ściśle z partią Prawo i Sprawiedliwość, m.in. Józef Orzeł (Klub Ronina) i Ewa Stankiewicz (Solidarni 2010). Kiedy zjazd założycielski Ruchu, podjął większością głosów uchwałę o powołaniu Stowarzyszenia RKW - Ruch Kontroli Wyborów - Ruch Kontroli Władzy, osoby te opuściły salę obrad. Niestety osoby te, współpracujące ściśle z partią Prawo i Sprawiedliwość, wielokrotnie potem w mediach używając określenia Ruch Kontroli Wyborów co do swojej aktywności, wprowadzają zamieszanie w odbiorze społecznym Stowarzyszenia RKW, jak również posługują się znakami towarowymi (logo) Stowarzyszenia RKW, a nawet próbowały jeden z tych znaków towarowych sobie przywłaszczyć. Stąd niektórzy dziennikarze, szczególnie z mediów lewicowo - liberalnych, takich jak "Gazeta Wyborcza" czy "Onet", piszą czasem w swoich artykułach o Stowarzyszeniu RKW - Ruch Kontroli Wyborów - Ruch Kontroli Władzy jako o "PIS-owskiej przybudówce", co wynika z braku należytej pieczołowitości w wykonywaniu zawodu dziennikarza.   